# Occupation italienne de Majorque
L'occupation italienne de Majorque a duré tout au long de la guerre civile espagnole, de 1936 à 1939.

## Occupation
L'Italie intervient dans la guerre civile espagnole avec l'intention d'annexer les îles Baléares et Ceuta et de créer un État client en Espagne. Les Italiens cherchaient à contrôler les îles Baléares en raison de leur position stratégique, à partir de laquelle ils pourraient perturber les lignes de communication entre la France et ses colonies nord-africaines et entre les possessions britanniques de Gibraltar et Malte. Des drapeaux italiens flottent sur l'île. Les forces italiennes ont dominé Majorque, les Italiens occupant ouvertement les aérodromes d'Alcúdia et de Palma et des navires de guerre italiens étant basés dans le port de Palma.

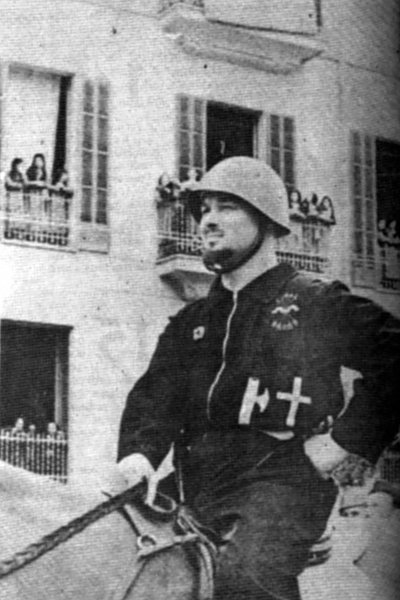
Le proconsul italien Arconovaldo Bonaccorsi à Majorque en 1936.

Avant l'intervention totale de l'Italie, Benito Mussolini a autorisé les « volontaires » à se rendre en Espagne, ce qui a entraîné la capture de Majorque, la plus grande île des Baléares, par une force dirigée par le chef fasciste chemise noire Arconovaldo Bonaccorsi (également connu sous le nom de « Comte Rossi »). Envoyé à Majorque pour exercer les fonctions de proconsul italien aux Baléares, Bonaccorsi proclame que l'Italie occupera l'île à perpétuité  et instaure un règne de terreur brutal, organisant le meurtre de 3 000 personnes accusées d'être communistes et vidant les prisons de Majorque en faisant fusiller tous les prisonniers. Au lendemain de la bataille de Majorque, Bonaccorsi renomma la rue principale de Palma de Majorque via Roma et l'orna de statues d'aigles romaines. Fin 1936, Ferruccio Ramondino, le père de l'écrivaine Fabrizia Ramondino, est nommé consul italien à Majorque.
Bonaccorsi a ensuite été récompensé par l'Italie pour son activité à Majorque.
Les forces italiennes ont lancé des raids aériens depuis Majorque contre des villes tenues par les républicains sur la péninsule. Au départ, Mussolini n'autorisa qu'une faible force d'avions bombardiers italiens à être basée à Majorque pour éviter de contrarier le Royaume-Uni et la France. Cependant, le manque de détermination des Britanniques et des Français envers la stratégie de l'Italie dans la région a encouragé Mussolini à déployer douze autres bombardiers devant être stationnés à Majorque, dont un avion piloté par son fils, Bruno Mussolini. En janvier 1938, Mussolini avait doublé le nombre de bombardiers stationnés dans les Baléares et augmenté les attaques de bombardiers contre les navires destinés à soutenir les forces républicaines espagnoles. L'accumulation d'avions bombardiers italiens sur les aérodromes de l'île et l'augmentation des attaques aériennes italiennes contre les ports tenus par les républicains et les expéditions à destination des ports républicains ont été considérées par la France comme une provocation.
Selon l'historien Manuel Aguilera, en 1937, le gouvernement républicain désespéré a pris contact avec des diplomates italiens par l'intermédiaire de José Chapiro pour négocier la neutralité italienne. Les conditions italiennes furent :
- le Maroc espagnol ;
- 100 millions de dollars pour couvrir les dépenses italiennes pendant la guerre ;
- la colonisation des îles Baléares avec 100 000 Italiens et une quantité similaire en Espagne péninsulaire, plus une ou deux bases aériennes.

Cette dernière condition était la plus recevable pour Luis Araquistáin, ambassadeur de la République en France. En 1950, l'ancienne ministre Federica Montseny se souvenait que le gouvernement envisageait d'offrir les Baléares ou les Canaries à l'Allemagne nazie.
En 1938, le ministère italien des Finances a acheté un grand domaine dans la région de S'Albufera, à Majorque, par l'intermédiaire d'une société mandataire, Celulosa Hispánica.

## Retrait
Après la victoire de Franco dans la guerre civile, et quelques jours après la conquête de l'Albanie par l'Italie, Mussolini donna l'ordre, le 11 ou 12 avril 1939, de retirer toutes les forces italiennes d'Espagne. Mussolini a émis cet ordre en réponse à l'action soudaine de l'Allemagne d'envahir la Tchécoslovaquie en 1939. Inspiré, il a cherché à préparer l'Italie à faire des conquêtes similaires en Europe de l'Est.

### Littérature
Dans son livre de mémoires Guerra di infanzia e di Spagna, Fabrizia Ramondino raconte les premières années de son enfance passée à Majorque sous l'occupation italienne.